# Richard Ríos
Richard Ríos Montoya (Vegachí, 2 giugno 2000) è un calciatore colombiano, centrocampista del Benfica e della nazionale colombiana.

## Caratteristiche tecniche
Nasce come mediano ma può ricoprire tutti i ruoli del centrocampo, dotato di un buon fisico e di un'ottima resistenza riesce a tenere un altissimo ritmo per tutta la partita. Dotato di una buona tecnica individuale, la capacità di giocare nello stretto rappresenta il suo marchio di fabbrica oltre che ad essere sempre molto attento in fase di impostazione.

## Carriera

### Club
Nato a Vegachí, Ríos ha iniziato la sua carriera giocando a futsal e durante il campionato sudamericano Under-20 del 2018 ha attirato l'interesse del Flamengo. Fu invitato per un periodo di prova nel club brasiliano e, dopo due mesi, venne tesserato nelle giovanili.
All'inizio della stagione 2020 è stato promosso in prima squadra per disputare le prime partite del Campeonato Carioca 2020. Ha esordito il 23 gennaio 2020, sostituendo Matheus Dantas nel secondo tempo nella vittoria in trasferta per 1-0 contro il Vasco da Gama.
A seguito delle defezioni causate di un focolaio di COVID-19, il 27 settembre successivo ha esordito in Série A, sostituendo Guilherme Bala nell'1-1 in trasferta contro il Palmeiras. Il giorno successivo, il suo contratto è stato rinnovato fino a dicembre 2021.
Il 21 giugno 2021 ha firmato un prolungamento del contratto con il Flamengo fino a dicembre 2023 e due giorni più tardi è stato prestato al club messicano del Mazatlán. Ha esordito con il club il 26 luglio, sostituendo Alfonso Sánchez nella vittoria esterna per 2-0 contro il Cruz Azul.
Nel settembre 2021 ha subito un infortunio al ginocchio che lo ha tenuto ai box in fino all'aprile successivo. A maggio, dopo solo sei partite, il Mazatlán ha deciso di non esercitare la sua clausola di riscatto di 1 milione di dollari e il giocatore ha fatto ritorno al Flamengo.
Il 4 agosto 2022 Ríos ha rescisso il suo contratto con il Flamengo per poi accasarsi al Guarani. Ha segnato il suo primo gol da professionista con quest'ultimo club l'11 ottobre 2022 nel successo casalingo per 1-0 sul CRB.
Il 28 marzo 2023 è passato a titolo definitivo al Palmeiras.
Il 23 luglio 2025 passa a titolo definitivo al Benfica per 27 milioni di euro.

### Nazionale
Nell'agosto 2023 viene convocato per la prima volta in nazionale maggiore, con cui esordisce il 12 ottobre del medesimo anno nella sfida pareggiata 2-2 contro l'Uruguay. L'8 giugno 2024 realizza la sua prima rete per i cafeteros nell'amichevole vinta 1-5 in casa degli Stati Uniti.

## Statistiche

### Presenze e reti nei club
Statistiche aggiornate al 23 luglio 2025.
| Stagione         | Squadra          | Campionato       | Campionato | Campionato | Coppe nazionali | Coppe nazionali | Coppe nazionali | Coppe continentali | Coppe continentali | Coppe continentali | Altre coppe | Altre coppe | Altre coppe | Totale | Totale | Totale |
| Stagione         | Squadra          | Comp             | Pres       | Reti       | Comp            | Pres            | Reti            | Comp               | Pres               | Reti               | Comp        | Pres        | Reti        | Pres   | Reti   |        |
| ---------------- | ---------------- | ---------------- | ---------- | ---------- | --------------- | --------------- | --------------- | ------------------ | ------------------ | ------------------ | ----------- | ----------- | ----------- | ------ | ------ | ------ |
| 2020             | Flamengo         | A/RJ+A           | 2+1        | 0          | CB              | 0               | 0               | -                  | -                  | -                  | -           | -           | -           | 3      | 0      |        |
| 2021             | Flamengo         | A/RJ+A           | 4+0        | 0          | CB              | 0               | 0               | -                  | -                  | -                  | -           | -           | -           | 4      | 0      |        |
| Totale Flamengo  | Totale Flamengo  | Totale Flamengo  | 6+1        | 0          |                 | 0               | 0               |                    | -                  | -                  |             | -           | -           | 7      | 0      |        |
| 2021-2022        | Mazatlán         | LM               | 6          | 0          | -               | -               | -               | -                  | -                  | -                  | -           | -           | -           | 6      | 0      |        |
| 2022             | Guarani          | A1/SP+B          | 0+9        | 1          | CB              | 0               | 0               | -                  | -                  | -                  | -           | -           | -           | 9      | 1      |        |
| 2023             | Guarani          | A1/SP+B          | 11+0       | 2          | CB              | 0               | 0               | -                  | -                  | -                  | -           | -           | -           | 11     | 2      |        |
| Totale Guarani   | Totale Guarani   | Totale Guarani   | 11+9       | 2+1        |                 | 0               | 0               |                    | -                  | -                  |             | -           | -           | 20     | 3      |        |
| 2023             | Palmeiras        | A1/SP+A          | 0+37       | 0+2        | CB              | 6               | 1               | CL                 | 10                 | 0                  | -           | -           | -           | 53     | 3      |        |
| 2024             | Palmeiras        | A1/SP+A          | 14+24      | 0+3        | CB              | 4               | 0               | CL                 | 6                  | 1                  | SB          | 1           | 0           | 49     | 4      |        |
| 2025             | Palmeiras        | A1/SP+A          | 14+9       | 2+0        | CB              | 2               | 0               | CL                 | 5                  | 2                  | Cmc         | 5           | 0           | 35     | 4      |        |
| Totale Palmeiras | Totale Palmeiras | Totale Palmeiras | 28+70      | 2+5        |                 | 12              | 1               |                    | 21                 | 3                  |             | 6           | 0           | 137    | 11     |        |
| 2025-2026        | Benfica          | PL               | 0          | 0          | CP+CdL          | 0+0             | 0+0             | UCL                | 0                  | 0                  | -           | -           | -           | 0      | 0      |        |
| Totale carriera  | Totale carriera  | Totale carriera  | 131        | 10         |                 | 12              | 1               |                    | 21                 | 3                  |             | 6           | 0           | 170    | 14     |        |

### Cronologia presenze e reti in nazionale
| Cronologia completa delle presenze e delle reti in nazionale ― Colombia | Cronologia completa delle presenze e delle reti in nazionale ― Colombia | Cronologia completa delle presenze e delle reti in nazionale ― Colombia | Cronologia completa delle presenze e delle reti in nazionale ― Colombia | Cronologia completa delle presenze e delle reti in nazionale ― Colombia | Cronologia completa delle presenze e delle reti in nazionale ― Colombia | Cronologia completa delle presenze e delle reti in nazionale ― Colombia | Cronologia completa delle presenze e delle reti in nazionale ― Colombia |
| Data                                                                    | Città                                                                   | In casa                                                                 | Risultato                                                               | Ospiti                                                                  | Competizione                                                            | Reti                                                                    | Note                                                                    |
| ----------------------------------------------------------------------- | ----------------------------------------------------------------------- | ----------------------------------------------------------------------- | ----------------------------------------------------------------------- | ----------------------------------------------------------------------- | ----------------------------------------------------------------------- | ----------------------------------------------------------------------- | ----------------------------------------------------------------------- |
| 12-10-2023                                                              | Barranquilla                                                            | Colombia                                                                | 2 – 2                                                                   | Uruguay                                                                 | Qual. Mondiali 2026                                                     | -                                                                       | 67’                                                                     |
| 17-10-2023                                                              | Quito                                                                   | Ecuador                                                                 | 0 – 0                                                                   | Colombia                                                                | Qual. Mondiali 2026                                                     | -                                                                       | 75’                                                                     |
| 16-11-2023                                                              | Barranquilla                                                            | Colombia                                                                | 2 – 1                                                                   | Brasile                                                                 | Qual. Mondiali 2026                                                     | -                                                                       | 74’                                                                     |
| 22-3-2024                                                               | Londra                                                                  | Spagna                                                                  | 0 – 1                                                                   | Colombia                                                                | Amichevole                                                              | -                                                                       | 46’                                                                     |
| 26-3-2024                                                               | Madrid                                                                  | Colombia                                                                | 3 – 2                                                                   | Romania                                                                 | Amichevole                                                              | -                                                                       |                                                                         |
| 8-6-2024                                                                | Landover                                                                | Stati Uniti                                                             | 1 – 5                                                                   | Colombia                                                                | Amichevole                                                              | 1                                                                       | 46’                                                                     |
| 15-6-2024                                                               | East Hartford                                                           | Colombia                                                                | 3 – 0                                                                   | Bolivia                                                                 | Amichevole                                                              | -                                                                       | 66’                                                                     |
| 24-6-2024                                                               | Houston                                                                 | Colombia                                                                | 2 – 1                                                                   | Paraguay                                                                | Coppa America 2024 - 1º turno                                           | -                                                                       |                                                                         |
| 28-6-2024                                                               | Glendale                                                                | Colombia                                                                | 3 – 0                                                                   | Costa Rica                                                              | Coppa America 2024 - 1º turno                                           | -                                                                       | 41’ 46’                                                                 |
| 2-7-2024                                                                | Santa Clara                                                             | Brasile                                                                 | 1 – 1                                                                   | Colombia                                                                | Coppa America 2024 - 1º turno                                           | -                                                                       | 76’                                                                     |
| 6-7-2024                                                                | Glendale                                                                | Colombia                                                                | 5 – 0                                                                   | Panama                                                                  | Coppa America 2024 - Quarti di finale                                   | 1                                                                       |                                                                         |
| 10-7-2024                                                               | Charlotte                                                               | Uruguay                                                                 | 0 – 1                                                                   | Colombia                                                                | Coppa America 2024 - Semifinale                                         | -                                                                       | 61’                                                                     |
| 14-7-2024                                                               | Miami Gardens                                                           | Argentina                                                               | 1 – 0 dts                                                               | Colombia                                                                | Coppa America 2024 - Finale                                             | -                                                                       | 89’                                                                     |
| 6-9-2024                                                                | Lima                                                                    | Perù                                                                    | 1 – 1                                                                   | Colombia                                                                | Qual. Mondiali 2026                                                     | -                                                                       |                                                                         |
| 10-9-2024                                                               | Barranquilla                                                            | Colombia                                                                | 2 – 1                                                                   | Argentina                                                               | Qual. Mondiali 2026                                                     | -                                                                       |                                                                         |
| 10-10-2024                                                              | El Alto                                                                 | Bolivia                                                                 | 1 – 0                                                                   | Colombia                                                                | Qual. Mondiali 2026                                                     | -                                                                       | 46’                                                                     |
| 15-10-2024                                                              | Barranquilla                                                            | Colombia                                                                | 4 – 0                                                                   | Cile                                                                    | Qual. Mondiali 2026                                                     | -                                                                       |                                                                         |
| 15-11-2024                                                              | Montevideo                                                              | Uruguay                                                                 | 3 – 2                                                                   | Colombia                                                                | Qual. Mondiali 2026                                                     | -                                                                       |                                                                         |
| 19-11-2024                                                              | Barranquilla                                                            | Colombia                                                                | 0 – 1                                                                   | Ecuador                                                                 | Qual. Mondiali 2026                                                     | -                                                                       | 59’                                                                     |
| 20-3-2025                                                               | Brasilia                                                                | Brasile                                                                 | 2 – 1                                                                   | Colombia                                                                | Qual. Mondiali 2026                                                     | -                                                                       | 48’                                                                     |
| 25-3-2025                                                               | Barranquilla                                                            | Colombia                                                                | 2 – 2                                                                   | Paraguay                                                                | Qual. Mondiali 2026                                                     | -                                                                       |                                                                         |
| 6-6-2025                                                                | Barranquilla                                                            | Colombia                                                                | 0 – 0                                                                   | Perù                                                                    | Qual. Mondiali 2026                                                     | -                                                                       | 75’                                                                     |
| 10-6-2025                                                               | Buenos Aires                                                            | Argentina                                                               | 1 – 1                                                                   | Colombia                                                                | Qual. Mondiali 2026                                                     | -                                                                       |                                                                         |
| Totale                                                                  |                                                                         | Presenze                                                                | 23                                                                      |                                                                         | Reti                                                                    | 2                                                                       |                                                                         |

## Palmarès

### Club

#### Competizioni nazionali
- Campionato brasiliano: 1

Palmeiras: 2023
- Supercoppa di Portogallo: 1

Benfica: 2025

#### Competizioni statali
- Campionato paulista: 2

Palmeiras: 2023, 2024